# Boscia mossambicensis
Boscia mossambicensis là một loài thực vật có hoa trong họ Capparaceae. Loài này được Klotzsch mô tả khoa học đầu tiên năm 1861.